# Solid Base
Solid Base — шведская евродэнс-группа.

## История

### 1994—2004
Solid Base была создана шведскими продюсерами Матиасом Элиассоном и Йонасом Эрикссоном. Первоначальный состав группы включал Томаса Нордина (Teo T) и Изабэль Хайтман (после замужества сменила фамилию на Холендер).
Группа начала свою деятельность с выпуска в 1994 году синглов «Dance To The Beat» и «Together». Но первый серьёзный успех пришёл к группе в 1995 году с выходом сингла «Mirror, Mirror», который стал весьма популярным в скандинавских странах, особенно в Норвегии, где он поднялся на вершину национального чарта. Также в 1995 году вышел довольно успешный сингл «In Your Dreams».
В 1996 году вышел дебютный альбом «Finally», ставший «золотым», а также сингл «You Never Know», добившийся существенного успеха в чартах.
Выпущенный в 1998 году второй альбом «The Take Off» приобрёл «золотой» статус в Японии. Песни с этого альбома, в частности, выпущенная в качестве сингла «Come’n Get Me» и «Katie», стали одними из самых узнаваемых евродэнс-треков.
Несмотря на то, что в конце 1990-х годов евродэнс перестал быть популярным, Solid Base продолжали работать именно в рамках этого направления, выпустив ещё три альбома («Express», «Party Totale», «In Action») и ряд запоминающихся треков, среди которых можно выделить выпущенный в качестве сингла «I Like It» и «Perfect Melody».
В 2004 году группа прекратила свою деятельность.

### 2014-н.в.
В 2014 году группа возобновила деятельность в новом составе: всё тот же Томас Нордин и бывшая вокалистка группы Reset Камилла Альвестад (урождённая Хеннигсен). В этом составе группа выпустила в 2015 году новый сингл «Wet». В 2017 году вышел ещё один сингл под названием «We’re Gonna Rock It». Затем в том же году из группы ушла Камилла Альвестад, и на её место пришла Вероника Фарестол, которую в 2018 году сменила Дженни Реденквист.

## Дискография

### Альбомы
- Finally (1996)
- The Take Off (1998)
- Express (1999)
- Party Totale! (2001)
- In Action (2002)

### Синглы
- Dance To The Beat (1994)
- Together (1994)
- Dance To The Beat (1994)
- Mirror, Mirror (1995)
- In Your Dreams (1995)
- Stars In The Night (1995)
- You Never Know (1996)
- Fly To Be Free (1997)
- All My Life (1997)
- Let It All Be Sunshine (1997)
- Ticket To Fly (1998)
- Come’n Get Me (1998)
- Sunny Holiday (1998)
- This Is How We Do It (1999)
- Once You Pop (You Can’t Stop) (1999)
- Push It (2000)
- Sha La Long (2000)
- Come On Everybody (2000)
- I Like It (2001)
- Wet (2015)
- We’re Gonna Rock It (2017)